# Дом за старија лица Приједор
Дом за старија лица Приједор је јавна установа социјалне заштите основана 1999. године у Приједору, Република Српска Босна и Херцегоовина. Дом је основан на основу одлуке Владе Република Српске, као установа која обезбјеђује становање, исхрану, негу, здравствену заштиту, културно-забавне, рекреативне, окупационе и друге активности, услуге социјалног рада и друге услуге за кориснике који су смештени, зависно од потреба, способности и интересовања корисника.

## Историја
Влада Републике Српске оснивач је девет установа социјалне заштите од ширег значаја:
- две установе за збрињавање деце без родитељског старања и деце чији је развој ометен породичним приликама,
- три дома за смештај пензионера и старих лица,
- две установе за смештај деце и омладине ометене у развоју,
- једну установу за инвалидну децу и омлaдину са очуваним менталним способностима.

Закон о социјалној заштити донесен је 1993. године, а мање измене су вршене 1996, 2003. и 2008. године. У период од 1993. до 2009. године како су се мењале  околности везано за регулисање области социјане заштите указала се потреба за доношењем новог закона о социјалној заштити који је 4. априла 2012. године усвојила Народна скупштина РС.
У складу са напред наведеним Дом за старија лица Приједор јкао  јавна установа социјалне заштите основан је 1999. године, када је и почео са радом

## Положај
Јавна установа социјалне заштите Дом пензионера и старих лица Приједор поред дома, који се налази у центру града Улица Проте Матије Нендовића бб, своје штићенике смешта и на геријатријско одељење које се налази у бившој згради Опште болнице Приједор Улица Милана Врховца бб. Геријатрија је комплетно реновирана 2010. године средствима из буџета Републике Српске.

## Смештај у дом
У ову установу социалне заштите смештају се стара лица на подручју Републике Српске. Потписивањем уговора о смештају између установе и лица заинтересованог за смештај, односно његовог старатеља, произилазе права и обавезе за обе уговорне стране, а сходно одредбама Законa о облигационим односима.
Право на смештај у ову установу социјалне заштите у смислу одредби Закона о социјалној заштити имају стара лица која због неповољних здравствених, социјалних, стамбених и породичних прилика нису у могућности да живе у породици, односно у домаћинству.
Трошкове смештаја, односно део трошкова у установу која пружа услуге социјалне заштите сноси корисник заштите, родитељ, односно сродник који је дужан да издржава корисника, надлежни орган или друга организација и лица која су преузела плаћање трошкова.
Поступак за признавање права на смештај у установу покреће се на захтев лица које се налази у стању социјалне потребе код месно надлежног центра за социјални рад односно центра за социјални рад на чијем се подручју налази пребивалиште лица о чијем се праву решава.

## Задаци установе
Дом за пензионере и стара лица Приједор као јавна установа социјалне заштите у својим објектима прима и смешта стара лица у две зграде:
- Зграда дома
- Геријатријско одељење (које се бави промовисањем здравља, превенцијом и лечењем обољења старијих лица, под надзором геријатра, или лекара геријатријске медицине, лекара који је специјализован за бригу о старијим особама).[4]

Установа прима самосталне, полунезависне и зависне корисник и у складу са њиховим потребама и рехабилитационим потенцијалима, обезбеђује:
- становање (у двокреветним и вишекреветним собама),
- негу,
- исхрану (у складу са полумесечним јеловником),
- услуге вешераја (прање и пеглање постељине и прање и пеглање личне одеће,  и саставни су део обавеза Дома из Уговора о смјештају)
- здравствену заштита (у зависности од потреба корисника),
- културнозабавне и рекреативне активности,
- радно окупационе и културно-забавне и рекреативне активности (у зависности од интересовања и менталних и физичких способности корисника),
- услуге социјалне заштите (пријем, адаптација, индивидуални, групни рад са корисницима),
- бригу о тешким болесницима, психо-социјалну подршку тешким болесницима и члановима њихових породица, у циљу подизања квалитет живота, смањивање болова и непријатних  симптоме болести. Ову врсту неге пружа стручни тим: социјални радник, лекар, медицинске сестре и неговатељице, у сарадњи са породицом.[6]

Дом обезбеђује и следеће додатне услуге:
- Смештај у једнокреветној соби или апартману
- Могућност повезивања кабловске телевизије у собу
- Превоз санитетским возилом корисника са медицинском пратњом ван подручја општине Приједор
- Већи број недељних купања корисника услуга
- Берберске и фризерске услуге

## Дневни центар
У оквиру дневног центра Дом обезбеђује и услуге помоћи у кући као и повремени дневни боравак пензионера и других старих лица.
Дневни центар за стара лица,  који је од  септембра 2011. године у Дому је почео је са радом својим корисницима пружа следеће услуге:
- друштвене активности;
- културно-забавне активности
- ручак за кориснике
- услуге социјалног рада
- здравствене услуге (мерење крвног притиска)
- физиотерапеутске услуге (два пута  недељно).

## Остале услуге
Поред наведених услуга, Дом за стара лица пружа и услуге закупа сале за састанке и семинаре капацитета 60 места и услуге смештаја у једнокреветним и више собама и два апартмана.

## Спољаше везе
- Дом за старија лица Приједор веб страница Дома
- „Dom za starija lica u Prijedoru mjesto gdje se druže njegovi korisnici”. www.aa.com.tr. Приступљено 2021-11-11.